# Allocosa algoensis
Allocosa algoensis là một loài nhện trong họ wolfspinnen (Lycosidae).
Loài này thuộc chi Allocosa. Allocosa algoensis được Mary Agard Pocock miêu tả năm 1900.